# الكندرية

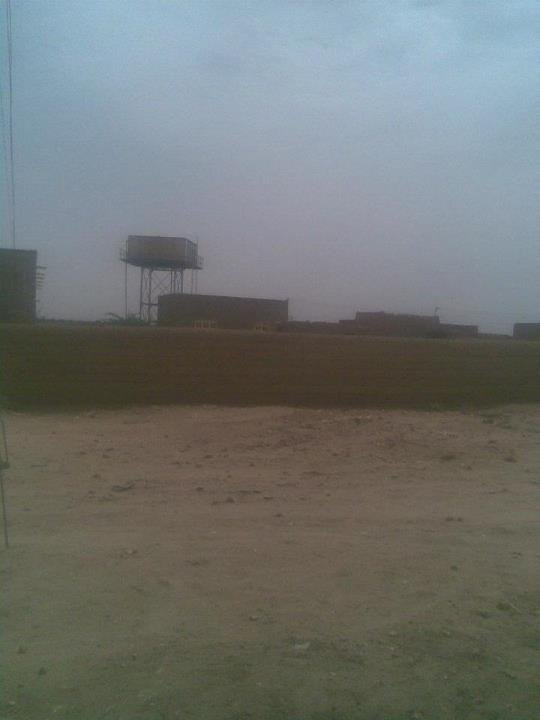
صهريج قرية الكندرية التاريخي

الكندرية هي إحدى قرى حجر العسل    والتي تعتبر منطقة حجر العسل التي سميت عليها كل المحلية، حيث توجد بها مدرسة أساسي وصهريج مياه ومسجد وميدان رياضي بالإضافة للخدمات المختلفة.

## قرية الكندرية الحديثة

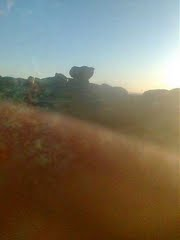
صورة لحجر المليك المعلم البارز في القرية يقع جنوب قرية الكندرية

الكندرية هي أحدى قرى حجر العسل وتوجد بها مدرسة أساس وصهريج مياه ومسجد وميدان رياضى بالإضافة للخدمات المختلفة، يقطنها سكان من مختلف الاعراق، معظم سكانها يعملون بالزراعة ومختلف الصنع حيث يعمل كثيرون منهم في العاصمة وهاجر نصف سكانها إلى مدينة الخرطوم    وتعتبر مدينة المنارة (ود البخيت) معقل ثلثي سكان قرية الكندرية.
كانت قرية الكندرية عبارة عن أرض جرداء بين ثلاث حجار ولكن ومع مرور الزمن عندما قطن الأمين حماد جد الأميناب مرنات وهو من عرب القواسمة العبدلاب
حجر العسل إذ ينتهي نسبه لعبد الله جماع فهو الأمين حماد فضل الله شيخ إدريس شاور حماد شاور بن محمد ديومة بن عبد الله جماع الجهنى صاحب مملكة في السودان من 1405 إلى 1821 متخذا قرى عند جبل الرويان عاصمة له ومن ثم جعل ابنه الأكبر محمد ديومة أميرًا على الحدود الشمالية لمملكة العبدلاب في ذلك الزمان فحكم ديومة ستين عامًا في ملكه بأكناف قرى بجانب اباه حتى هرم في جزيرة مرنات العريقة وقيل أن جزيرة مرنات، كبري جزر حجر العسل، كانت مرعى ومقرًا للخيول التي تحرس العاصمة قرّي، وإليها وفد الشريف محمد بن مصطفي المعروف بالهندي، أول من دخل السودان من أجداد آل الشريف الهندي، واستوطن في مرنات في القرن السادس عشر الميلادي/ العاشر الهجري حولي 970 هـ وأنشأ فيها خلوة لتعليم القرآن الكريم، والحديث الشريف، والعلوم الإسلامية بمعاونه أبنائه الشريف الهندي، والشريف علي الشريف الهندي، وآدم، ثم هاجر مع ابنه آدم لنشر العلم في بقاع السودان المختلفة، وبقي ابناه الذي توفي بمرنات والشريف علي ودالهندي وله فيها مزار معروف، والشريف علي ودالهندي، وهو صاحب القبة الظاهرة وقد تصاهروا جميعا مع الديوماب في جزيرة مرنات، والمقبرة الشهيرة التي تقع غرب قرية الديوماب الحالية، وفيها يقبر معظم آل حجر العسل وسط موتاهم، ويروي أن الشريف محمد الهندي هو الذي دعا إلي الشيخ حسن ود حسونة بالبركة هناك.ومع تعاقب السنين في مرنات والتي كانت دائما تحاصر بالمياه وقت الفيضان رحلوا جميعا إلى منطقة الديوماب الحالية وسكنو فيها وكانو من أوائل الناس في تلك المنطقة، فقد رحل الأمين حماد إلى قرية الكندرية واستحوذ الجزيرة يونى التي تقع غرب حجر العسل والنيل الشرقي وكان في ذلك الزمان معه نفر من الشايقية وبعض الجعليين إذا هم اسرة ود الضو وود فوراوى وما لبس ان نمت القرية سريعا وتماذج السكان فيها نسبا وصهر

## سبب التسمية
اختلف المؤرخون إلى أن قرية الكندرية سميت بذلك الاسم على الكندر والكندر باللغة النوبية يعني المكان العالي أو المكان ذا الأرض الجبلية وهذا ما ذهب إليه جعفر ميرغنى وذُكر عن ود الضو وذلك عندما زار الحرم الشريف وزار مصر وأُعجب بالإسكندرية وعند قدومه إلى مسكنه الصغير أطلق على القرية الصغيرة الإسكندرية وحرفه السكان فيما بعد إلى الكندرية.

## حجر المليك
يقع حجر المليك جنوب قرية الكندرية وهو عبارة عن حجر ضخم الحجم يحتل مساحة كبيرة تنبت على سفحه كثير من الحشائش والأشجار أمثال الطندب والسلم وتوجد به أنواع مختلفة من الحيوانات كالصبر والبوم والأرانب وغيرها